# 전자 이온화

전자 이온화(Electron ionization, EI, 이전에는 전자 충격 이온화 및 전자 충격 이온화로 알려짐)는 에너지가 넘치는 전자가 고체 또는 기체 상태의 원자 또는 분자와 상호 작용하여 이온을 생성하는 이온화 방법이다. EI는 질량 분석법을 위해 개발된 최초의 이온화 기술 중 하나였다. 그러나 이 방법은 여전히 널리 사용되는 이온화 기술이다. 이 기술은 고에너지 전자를 사용하여 이온을 생성하기 때문에 단단한(높은 조각화) 이온화 방법으로 간주된다. 이로 인해 미지 화합물의 구조 결정에 도움이 될 수 있는 광범위한 단편화가 발생한다. EI는 분자량이 600 미만인 유기 화합물에 가장 유용하다. 또한 다양한 분리 방법과 결합할 때 이 기술을 사용하여 고체, 액체 및 기체 상태의 여러 다른 열적으로 안정하고 휘발성인 화합물을 검출할 수 있다.

## 같이 보기
- 이온원